# Urueña
Urueña est une commune de la province de Valladolid dans la communauté autonome de Castille-et-León en Espagne. Elle est située dans la comarque de Tierra de Campos.
Urueña fait partie de l'association Les Plus Beaux Villages d'Espagne et est également, avec Bellprat en Catalogne, un des deux villages du livre existant en Espagne.

## Sites et patrimoine
Les édifices notables de la commune sont :

### Patrimoine militaire
- Château de Urueña (es)
- Muraille de Urueña (es)

### Patrimoine religieux
- Église Santa María del Azogue
- Église Nuestra Señora de la Anunciada (es)

### Patrimoine civil
- Villa del Libro qui comprend notamment le centre e-LEA Miguel Delibes, espace pour la lecture, l'écriture et ses applications.
- Museo Fundación Joaquín Díaz
- Centre d'interprétation "Villa de Urueña"
  - DiLab Exposiciones Temporales
  - Musée del Cuento: collection Rosana Largo
  - Musée de la musique Luis Delgado
  - Musée de las Campanas
  - Musée del Gramófono. Sala "Mercedes Rueda"
- Casona de Urueña